# Seleção Ucraniana de Voleibol Masculino
A seleção ucraniana de voleibol masculino é uma equipe europeia composta pelos melhores jogadores de voleibol da Ucrânia. A equipe é mantida pela Federação Ucraniana de Voleibol (em ucraniano:  Федерація Волейболу України, FVU). Encontra-se na 15ª posição do ranking mundial da FIVB segundo dados de 19 de setembro de 2023.

## Resultados obtidos nos principais campeonatos

### Jogos Olímpicos
A seleção ucraniana nunca participou dos Jogos Olímpicos.

### Campeonato Mundial
| Ano  | Sede                | Classificação |
| ---- | ------------------- | ------------- |
| 1998 | Japão               | 10º           |
| 2022 | Eslovênia / Polónia | 7º            |

### Copa do Mundo
A seleção ucraniana nunca participou da Copa do Mundo.

### Copa dos Campeões
A seleção ucraniana nunca participou da Copa dos Campeões.

### Liga Mundial
A seleção ucraniana nunca participou da Liga Mundial.

### Liga das Nações
| Ano  | Sede   | Classificação |
| ---- | ------ | ------------- |
| 2025 | Ningbo | 10º           |

### Challenger Cup
| Ano  | Sede  | Classificação |
| ---- | ----- | ------------- |
| 2023 | Doha  | 3º            |
| 2024 | Linyi | 4º            |

### Campeonato Europeu
| Ano  | Sede                                            | Classificação |
| ---- | ----------------------------------------------- | ------------- |
| 1993 | Finlândia                                       | 6º            |
| 1995 | Grécia                                          | 9º            |
| 1997 | Países Baixos                                   | 7º            |
| 2005 | Itália / Sérvia e Montenegro                    | 12º           |
| 2019 | Bélgica / Eslovênia / França / Países Baixos    | 7º            |
| 2021 | Chéquia / Estónia / Finlândia / Polónia         | 13º           |
| 2023 | Bulgária / Israel / Itália / Macedônia do Norte | 8º            |

### Liga Europeia
| Ano  | Sede         | Classificação |
| ---- | ------------ | ------------- |
| 2017 | Gentofte     | 1º            |
| 2018 | Karlovy Vary | 8º            |
| 2018 | Tallinn      | 5º            |
| 2021 | Kortrijk     | 2º            |
| 2022 | Varaždin     | 4º            |
| 2023 | Zadar        | 2º            |
| 2024 | Osijek       | 1º            |

### Jogos Europeus
A seleção ucraniana nunca participou dos Jogos Europeus.

## Elenco atual
Lista de jogadores de acordo com a última convocação para o Campeonato Mundial de 2022.
Técnico:  Uģis Krastiņš
| Camisa | Nome                | Posição    | Altura (m) | Peso (kg) | Clube atual             |
| ------ | ------------------- | ---------- | ---------- | --------- | ----------------------- |
| 1      | Timofii Poluian     | Ponteiro   | 1,98       | 82        | Sorgun Belediyespor     |
| 2      | Maksym Drozd        | Central    | 2,10       | 100       | Epicentr-Podolyany      |
| 4      | Oleh Shevchenko     | Ponteiro   | 1,94       | 95        | VС Barkom-Kazhany       |
| 5      | Oleh Plotnytskyi    | Ponteiro   | 1,95       | 97        | Sir Safety Susa Perugia |
| 7      | Horden Brova        | Líbero     | 1,90       | 82        | Epicentr-Podolyany      |
| 9      | Volodymyr Ostapenko | Central    | 1,98       | 82        | Epicentr-Podolyany      |
| 10     | Yurii Semeniuk      | Central    | 2,10       | 86        | Projekt Warszawa        |
| 12     | Denys Fomin         | Ponteiro   | 1,77       | 80        | Epicentr-Podolyany      |
| 13     | Vasyl Tupchii       | Oposto     | 1,96       | 90        | VС Barkom-Kazhany       |
| 14     | Illia Kovalov       | Ponteiro   | 1,98       | 86        | Cuprum Lubin            |
| 15     | Vitalii Shchytkov   | Levantador | 1,88       | 84        | Zhytychi-PNU            |
| 19     | Dmytro Kanaiev      | Líbero     | 1,75       | 73        | VС Barkom-Kazhany       |
| 21     | Yevhenii Kisiliuk   | Ponteiro   | 1,97       | 95        | —                       |
| 22     | Yurii Synytsia      | Levantador | 1,95       | 94        | —                       |